# Cupid Trims His Lordship
Cupid Trims His Lordship è un cortometraggio muto del 1916 diretto da Al Christie.

## Produzione
Il film fu prodotto dalla Nestor Film Company.

## Distribuzione
Distribuito dall'Universal Film Manufacturing Company, uscì nelle sale cinematografiche USA il 28 febbraio 1916.